# 赭羯
赭羯，古代族群，為粟特人的一支，居住在康居（位於今烏茲別克地區）。

## 概論
赭羯的記錄，最早出自玄奘《大唐西域記》。在颯秣建國（即康國），有這個族群居住，他們以勇猛善戰著稱。

## 現代考證
日本學者藤田豐八認為赭羯為塞種之一。